# Wybory parlamentarne na Tonga w 2017 roku
Wybory parlamentarne na Tonga odbyły się 16 listopada 2017. Były to wybory przedterminowe.

## Kontekst wyborów
25 sierpnia 2017 król Tupou VI rozwiązał Zgromadzenie Ustawodawcze i zarządził przedterminowe wybory, mające odbyć się nie później niż 16 listopada. Król uczynił to za namową spikera parlamentu, Lorda Tuʻivakanō. W czterostronicowym oświadczeniu Tuʻivakanō wyraził zaniepokojenie „serią niekonstytucyjnych decyzji rządu ʻAkilisi Pohivy”. W szczególności wymienił m.in. dążenie rządu do samodzielnego podpisywania umów międzynarodowych, projekt ustawy, która pozbawiłaby Króla i Tajną Radę prerogatyw związanych z obsadzaniem takich stanowisk jak komendant policji czy prokurator generalny, a także decyzję o wycofaniu się Tonga z organizacji Igrzysk Pacyfiku w 2019. Część komentatorów wskazywała natomiast, że rozwiązanie parlamentu to reakcja króla na „zbyt pospieszny” proces demokratyzacji ustroju Tonga.